# Frank Mugisha
Frank Mugisha (Kampala, 17 juni 1979) is een Oegandees activist voor de rechten voor homo- en biseksuelen en transgender (lgbt); homoseksualiteit is strafbaar in Oeganda met kans op levenslange gevangenisstraf. Hij is medeoprichter en leider van Sexual Minorities Uganda.

## Levensloop
Mugisha groeide op in een streng katholieke familie in een buitenwijk van Kampala. Hij kwam voor het eerst openlijk voor zijn homoseksuele geaardheid uit tegenover zijn broer toen hij veertien was. Enkele familieleden verbraken het contact met hem en anderen bleven hem steunen.
Toen hij in 2004 nog aan de universiteit studeerde, richtte hij Icebreakers op, een organisatie die zich richt op homoseksuelen die voor hun geaardheid uit willen komen tegenover familie en vrienden. Verder zet hij zich in voor de bewustwording van hiv en aids.
In 2006 publiceerde het krantje Red Pepper tientallen namen van homo's. Voor onder meer Mugisha en een nauwe vriend, David Kato, was deze publicatie de aanleiding om Sexual Minorities Uganda (SMUG) op te richten, een 
overkoepelende organisatie voor vier organisaties, waaronder Icebreakers.
Kato was voorheen de directeur van SMUG, maar werd in januari 2011 vermoord. Vermoed wordt dat de aanleiding ligt in zijn succesvolle rechtszaak tegen de voormalige lokale krant Rolling Stone, toen deze een deel van de namen van 100 homo's had gepubliceerd met de oproep hen op te hangen. Tegenwoordig voert Mugisha SMUG aan.

## Erkenning
Mugisha werd in 2011 onderscheiden met de Robert F. Kennedy Human Rights Award. Daarnaast ontving hij hetzelfde jaar de Thorolf Rafto-prijs. Op 22 maart 2013 ontving hij het institutioneel eredoctoraat van de Universiteit Gent.